# الحافة (لودر)

تعديل مصدري - تعديل

الحافة هي إحدى قرى عزلة زارة بمديرية لودر التابعة لمحافظة أبين، بلغ تعداد سكانها 167 نسمة حسب تعداد اليمن لعام 2004.